# Djupvattsflyn
Djupvattsflyn är en sjö i Krokoms kommun i Jämtland och ingår i Ångermanälvens huvudavrinningsområde. Sjön har en area på 0,064 kvadratkilometer och ligger 687,2 meter över havet. Djupvattsflyn ligger i Gråberget-Hotagsfjällen Natura 2000-område.

## Delavrinningsområde
Djupvattsflyn ingår i det delavrinningsområde (712395-143912) som SMHI kallar för Mynnar i Svaningsån. Medelhöjden är 679 meter över havet och ytan är 3,91 kvadratkilometer. Det finns ett avrinningsområde uppströms, och räknas det in blir den ackumulerade arean 5,51 kvadratkilometer. Vattendraget som avvattnar avrinningsområdet har biflödesordning 4, vilket innebär att vattnet flödar genom totalt 4 vattendrag innan det når havet efter 293 kilometer. Avrinningsområdet består mestadels av skog (98 procent). Avrinningsområdet har 0,06 kvadratkilometer vattenytor vilket ger det en sjöprocent på 1,6 procent.